# Feral Tribune
Feral Tribune era un settimanale politico croato con sede a Spalato. Uscì inizialmente come supplemento di satira politica in Nedjeljna Dalmacija (l'edizione domenicale del quotidiano Slobodna Dalmacija) prima di diventare un settimanale satirico indipendente nel 1993. Negli anni 2000 diventò un popolare settimanale politico. Nel 2008 cessò definitivamente di essere pubblicato.
Il settimanale, il cui nome riprende quello dell'Herald Tribune, e che si definiva "rivista settimanale per gli anarchici, i manifestanti e gli eretici croati", includeva normalmente un fotomontaggio satirico provocatorio in prima pagina, una breve sezione di notizie (intitolate: "Informbiro"), editoriali, interviste, una sezione satirica (chiamata "Feral Tromblon") e sezioni di musica, libri ed internet.
Un'altra sezione popolare (chiamata "Le più grandi merde") includeva una collezione di grottesche dichiarazioni di politici o altre figure pubbliche concesse ai media durante la settimana precedente. Solitamente la rivista aveva dalle 50 alle 100 pagine in totale. Originariamente era stampato in bianco e nero, passò poi ai colori patinati per poi tornare al bianco e nero. Nel 1994 Feral Tribune lanciò una casa editrice che pubblicò una serie di lavori di celebri autori ed intellettuali jugoslavi tra cui Arsen Dedić, Slavenka Drakulić, Milan Kangrga, Mirko Kovač, Izet Sarajlić e Nenad Veličković, di scrittori esteri tra cui Isaiah Berlin, Norberto Bobbio, Leonard Cohen e George Soros, così come lavori di colonnisti croati tra cui Boris Dežulović e Viktor Ivančić.
Sebbene la rivista fosse estremamente popolare negli anni '90 e abbia ricevuto numerosi riconoscimenti internazionali in quel periodo, a partire dagli anni 2000 la sua diffusione declinò in modo graduale. In seguito a delle difficoltà economiche e alla fallita negoziazione per il suo l'acquisto da parte di Europa press Holding, la rivista dovette chiudere nel 2008 e pubblicò il suo ultimo numero il 19 giugno 2008. Nel marzo 2010 un archivio digitale di tutti gli articoli apparsi su Feral Tribune è stato pubblicato sotto forma di 4 DVD.

## Storia
Il nome del giornale si rifà probabilmente a Herald Tribune. "Feral" nel dialetto dalmata rappresenta una lampada a gas o petrolio, usata tipicamente per le uscite in mare dei pescatori. La cultura dalmata è fortemente connessa con il mare ed il termine "feral" è spesso usato dalle squadre di calcio o gruppi teatrali. Anche se il termine inglese "feral" si riferisce tipicamente alle qualità associate ad animali selvaggi, è improbabile che editori di lingua croata abbiano scelto il nome "feral" per il suo significato in inglese. Piuttosto è possibile pensare che la redazione abbia apprezzato il doppio senso compreso dai lettori stranieri che dava alla rivista un tocco di indipendenza e spregiudicatezza nei confronti della pressione politica. Il giornale è stato fondato nel 1984 da tre giovani giornalisti: Viktor Ivančić, Predrag Lucić, e Boris Dežulović.
Il trio si faceva chiamare "VIVA LUDEŽ", dalla combinazione dei loro nomi, che significava "lunga vita alla follia". I loro lavori inizialmente apparirono nel supplemento satirico settimanale del quotidiano di Split (Spalato) Nedjeljna Dalmacija, l'edizione domenicale di Slobodna Dalmacija. Alcuni dei loro articoli denunciavano leader locali di alcuni partiti sia di loro atti criminali compiuti durante la guerra di indipendenza croata. Alcuni membri di "VIVA LUDEŽ" erano attivi in anche in Omladinska Iskra un magazine di Split (Spalato) pubblicato dall'organizzazione locale della Lega dei Giovani Socialisti.
Feral non ricevette tanta attenzione fino alla crisi della Jugoslavia nei primi anni '90. A causa del cambiamento del sistema politico, c'era una grande confusione a livello nazionale su molti temi. Financial engineering, corruzione, e la spinta verso l'indipendenza generarono una scarica di xenofobia, patriottismo e xenofobia. Come giornale politico satirico il Feral Tribune ha potuto utilizzare moltissimo materiale prodotto dalla propaganda di guerra e dal sciacallaggio del momento.
Quando la situazione peggiorò ed il paese venne minacciato di venir occupato, i contenuti di Feral Tribune abbandonarono la pura satira e gli editori cominciarono a criticare le figure politiche dominanti. Il governo prese il controllo del giornale Slobodna Dalmacija all'inizio del 1993.
Pochi mesi dopo, il Feral Tribune si presentò come quotidiano indipendente. Feral fu uno dei pochi giornali croati che trattava di argomenti che altri giornali controllati dalla stato non toccavano, tra cui i crimini di guerra perpetrati dai soldati croati, il coinvolgimento dell'esercito croato nella guerra in Bosnia, le opinioni revansciste di Tuđman che inquadrava gli ustascia come generico nazionalismo croato, la lobby degli speculatori in Erzegovina, le connessioni tra il governo e la Chiesa Cattolica. Un momento importante nella storia della rivista fu la pubblicazione sulla prima pagina della rivista di un fotomontaggio di Tuđman e Milošević come se fossero amanti omosessuali in riferimento alle politiche dei due paesi per la spartizione della Bosnia ed Erzegovina.
Nel 1994 una tassa del 50 % di solito attribuita alle riviste pornografiche fu imposta a Feral Tribune dal governo dell'HDZ.Tale tassa fu criticata e nel 1995 la Corte Costituzionale croata la revocò. Nel 1996 l'HDZ introdusse una legge con cui si rendevano processabili tutte le critiche pubbliche rivolte agli ufficiali più alti. Gli editori di Feral Tribune furono i primi ad essere citati in giudizio per diffamazione. A parte ciò il Feral riuscì a sopravvivere grazie a donazioni dall'estero. Tuđman morì nel 1999 ed il suo partito non riuscì a conquistare le elezioni parlamentari.
Per fare in modo che la rivista abbracciasse un profilo ideologico più forte e promuovesse le idee di estrema sinistra si provò a sostituire Tuđman con G.W Bush come target prescelto. Ciò, però, fece perdere alla rivista alcuni vecchi lettori e permise ad altri settimanali croati, come Globus e Nacional di aumentare il suo pubblico. Feral Tribune, dopo l'abbandono di uno dei suoi fondatori, subì dei cambiamenti importanti per quanto riguarda il personale.
Mentre la sua diffusione ed influenza erano in calo per tali motivi, il Feral Tribune continuò ad avere un approccio critico verso il governo. Feral criticò il Primo Ministro Ivica Račan quando questo non abbandonò del tutto le politiche di Tuđman ed espose il suo governo a scandali relativi alla corruzione. Nel 2003 quando l'HDZ tornò al potere, Feral Tribune tornò ad acquistare popolarità. Nel dicembre del 2005 Drago Hedl, redattore del giornale, ricevette una minaccia di morte anonima via mail dopo che aveva riportato di rapimenti ed omicidi di civili serbi a Osijek nel 1991-1992. Quell'anno l'International Center for Journalists ha premiato Held con il Knight International Award per l'eccellenza nel giornalismo.

## Problemi finanziari e chiusura
Nel giugno 2007 Feral non riuscì a dare alle stampe due numeri per via di problemi economici. La redazione annunciò che i loro conti correnti erano stati bloccati a causa di debiti sull'IVA e che alcune decisioni della corte in loro sfavore avevano causato altre perdite. Il giornale accusò il governo croato di favorire i media nazionalisti e governativi considerando irrecuperabili i debiti sull'IVA di Feral Tribune e creando in questo modo una competizione scorretta. La decisione del ministro delle finanze di congelare gli account bancari del settimanale fu ampiamente condannata in Croazia. Funzionari croati, tra cui il Presidente Stjepan Mesić ed il Primo Ministro Ivo Sanader si impegnarono ad aiutare Feral, entrambi riconoscendo il suo contributo nello sviluppo della democrazia in Croazia, ma nessun aiuto effettivo fu offerto.
Il 28 giugno 2007 Feral Tribune cominciò di nuovo ad essere pubblicato. Fu riportato che, a causa delle difficoltà economiche, stesse per essere acquistato da Europa Press Holding (EPH), la più grande casa editrice croata. Ciò innestò tutta una serie di speculazioni a proposito della futura indipendenza di Feral. Nel giugno del 2008, dopo che EPH rinunciò alle negoziazioni per l'acquisto della rivista, il Feral Tribune annunciò la chiusura. Dopo 15 anni e numerose cause da parte di politici, gli editori dichiararono che i motivi della sua chiusura erano i problemi economici ed il fallimento delle negoziazioni con EPH.

## Premi
Feral ha ricevuto negli anni numerosi riconoscimenti:
- Nel 1992 ha ricevuto i premi Veselko Tenžera e Stefanel.
- Nel 1996 ha ricevuto il premio internazionale Press Directory per la libertà di stampa.
- Nel 1997 ha ricevuto World Association of Newspapers' Golden Pen of Freedom e l'International Press Freedom Award da parte del Committee to Protect Journalists.
- Nel 1998 ha ricevuto per il premio per il miglior giornale satirico politico del mondo alla fiera internazionale della satira politica a Forte dei Marmi.